# Achille Baraguey d'Hilliers

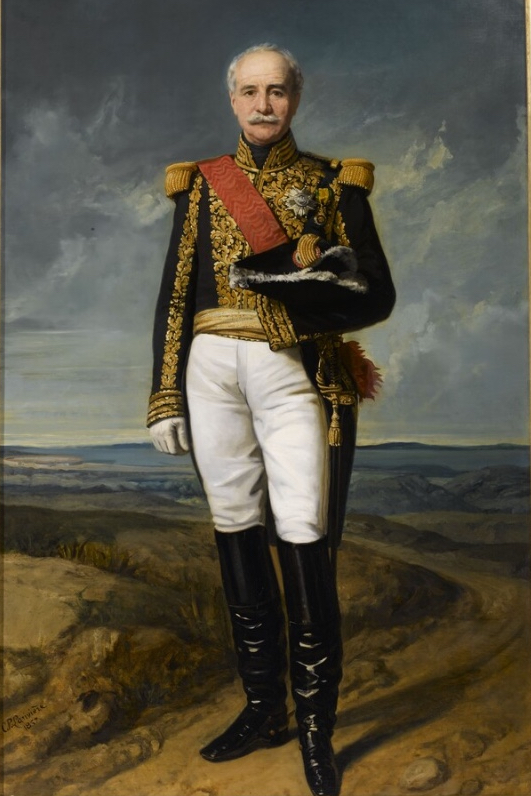
Achille Baraguey d'Hilliers

Aquiles, conde Baraguey d'Hilliers (París, 6 de septiembre de 1795 - Amélie-les-Bains, 6 de junio de 1878), Mariscal de Francia.
Era hijo del general senador del primer Imperio, Louis Baraguey d'Hilliers, quien fuera jefe de Estado Mayor de Custine, comandara la represión de los insurrectos del barrio de Saint-Antoine y se distinguiera en las grandes batallas del Imperio.

## Trayectoria
Participó en la invasión de Rusia en 1812, en la batalla de Leipzig y en la batalla de Möckern (1813), donde perdió la mano izquierda. Luego sirvió durante la Restauración, participando de la expedición de los Cien Mil Hijos de San Luis en 1823 a España y la Monarquía de Julio.
En 1832, fue nombrado director de la Escuela Militar Especial de Saint-Cyr. Debió reprimir, en tal condición, una conjuración republicana que se había originado en las filas de la escuela.
Tomó parte en varios combates durante la conquista de Argelia, donde no siempre se desempeñó con el mayor éxito. Fue promovido al grado de general de división el 6 de agosto de 1843 y nombrado comandante de la ciudad de Constantina.
Al estallar la revolución de febrero de 1848, era comandante de la plaza de Besanzón, y se opuso a las facciones de izquierda de aquella. Los electores de la zona lo nombraron representante a la Asamblea Nacional, y luego diputado por Doubs a la Asamblea Constituyente y a la Asamblea Legislativa.
El príncipe Luis Napoleón Bonaparte, presidente de la República, lo envió a Roma como general en jefe del ejército de ocupación y embajador extraordinario en 1849. Su acción y las armas que comandaba restauraron en el poder al papa Pío IX, arrojado de la capital italiana por la revolución liberal de 1848.
Reemplazó en 1851 al general Changarnier como comandante del ejército de París.

### Segundo Imperio Francés
Apoyó el golpe de Estado de Luis Napoleón Bonaparte del 2 de diciembre de 1851. Embajador extraordinario en Constantinopla en 1853, se distinguió luego en la guerra de Crimea, cuando se apoderó de la fortaleza de Bomarsund (Islas Åland), lo que le valió la bengala de mariscal en 1854. Participó también en la segunda guerra de independencia italiana, en la batalla de Solferino.
En 1870, durante la guerra franco-prusiana, fue relevado del mando al enfrentarse con la emperatriz Eugenia, pero el gobierno republicano posterior a la guerra, dirigido por Adolphe Thiers, lo nombró presidente de una comisión investigadora de las causas de la derrota.